# Pierre Morel (évêque)
 (mars 2021).
Si vous disposez d'ouvrages ou d'articles de référence ou si vous connaissez des sites web de qualité traitant du thème abordé ici, merci de compléter l'article en donnant les références utiles à sa vérifiabilité et en les liant à la section « Notes et références ».
Pour les articles homonymes, voir Pierre Morel et Morel.
Pierre Morel, né à Guingamp et  mort le 3 mai 1401, est un prélat breton du XIVe siècle.

## Biographie
Morel est fait évêque de Tréguier en 1385.
Charles de Blois, et, après lui,  Jean de Montfort, ont donné à l'évèque et au chapitre de Tréguier les droits d'entrée et de sortie tant du port de cette ville que de celui de La Roche-Derrien, mais le duc Jean IV de Bretagne, veut  que de nouveaux droits à son profit dans ces mêmes ports. Pierre y consentit, ainsi que son chapitre en 1354.